# Oakland Technical High School
A Oakland Technical High School é uma popular escola técnica pública, localizada em Oakland, no estado da Califórnia. Localizada na Broadway de Oakland, é uma das seis maiores escolas da região.
Fundada em 1917, formou grandes artistas, tais como Clint Eastwood, Lawrence T. Taylor, Rickey Henderson, Abbas Milani e Huey P. Newton.